# Spilococcus ventralis
Spilococcus ventralis är en insektsart som beskrevs av Mckenzie 1967. Spilococcus ventralis ingår i släktet Spilococcus och familjen ullsköldlöss. Inga underarter finns listade i Catalogue of Life.